# فولاد ضدزنگ آستنیتی

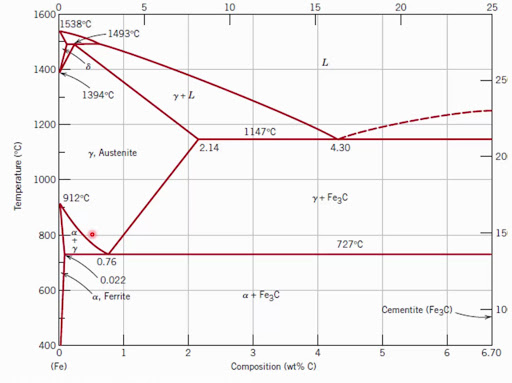

فولاد ضدزنگ آستنیتی (Austenitic Stainless Steel) اساساً آلیاژهای سه‌تایی Fe-Cr-Ni با ۲۰-۱۶% کروم و ۲۰-۷% نیکل می‌باشد. از آنجا که ساختار این فولادها در تمام دماهای عملیات حرارتی، آستنیت (آهن γ) باقی می‌ماند، به آن‌ها فولادهای ضدزنگ آستنیتی گویند. می‌توان مقداری از نیکل این آلیاژها را با منگنز جایگزین کرد در حالی که ساختار آن‌ها آستنیت باقی خواهد ماند.
در این گروه آلیاژهای CH-۲۰ ،CK-۲۰ ،CN-7M وجود دارد. دو آلیاژ CH-۲۰ ، CK-۲۰ دارای کروم و نیکل بالاتر بوده، ترکیبی تمام آستنیتی دارند و میزان کروم آنها از نیکل بیشتر است. این آلیاژها نسبت به آلیاژ CF-۸ مقاومت بیشتری در برابر اسید سولفوریک داشته و دارای استحکام بهتری در دماهای بالا هستند. کاربرد اختصاصی آنها در صنایع شیمیایی و در مجاورت محلول های خمیر کاغذ و اسید نیتریک است.
برای انتقال اسید سولفوریک داغ با غلظت های مختلف، آلیاژ CN-۷M با نیکل زیاد که حاوی مولیبدن و مس بوده وسیعا به کار می رود و نیز در برابر اسید هیدروکلریک رقیق و محلول های کلریدی داغ به خوبی مقاوم است. این آلیاژ در کارخانجات نورد فولاد در مجاورت مواد تمیز کننده از محلول های هیدروفلوریک نیتریک بکار می رود. همچنین در بسیاری موارد که آلیاژهای گروه CF با کروم بالا مناسب نیستند، این آلیاژ کاربرد خوبی دارد.
- آلیاژ  CH-۲۰ با ترکیب ۲۵%Cr-%۱۲ Ni حداکثر ۰.۲% کربن دارد. ریزساختار ریختگی آن،آستنیت با مقدار کمی فریت حاوی کاربید می باشد. با عملیات حرارتی قابل سخت کاری نبوده و در مجاورت اسید سولفوریک رقیق با دمای بالا، کاربرد بیشتری دارد.
- آلیاژ CK-۲۰ با ترکیب ۲۵%Cr-%۲۰ Ni حاوی حداکثر ۰.۲% کربن است. با اینکه ترکیب آن به CH-۲۰ نزدیک می باشد ولی درصد نیکل بالاتر آن، مقاومت به خوردگی بیشتری در دماهای بالا به آن می دهد. ریزساختار قطعه ریختگی آن، آستنیت با رسوب پراکنده کاربید در زمینه است و با عملیات حرارتی قابل سخت کاری نمی‌باشد.
- آلیاژ CN-۷M با ترکیب ۲۹%Ni-۰%۲۰ Cr حاوی مقادیر مس و مولیبدن و حداکثر ۰.۰۷% کربن است. تماماً آستنیتی بوده و سختی آن با عملیات حرارتی افزایش نمی‌یابد. این آلیاژ کاربرد وسیعی در شرایط سخت خورنده در مجاورت موادی چون اسید سولفوریک، اسید نیتریک، اسید هیدروکلریک رقیق، سود سوزآور، آب دریا و محلول های گرم نمک دار دارد.

## ترکیب شیمیایی و کاربرد فولاد ضدزنگ آستنیتی
ترکیب شیمیایی و کاربرد بعضی فولادهای ضدزنگ آستنیتی در جدول زیر آمده است.
| ترکیب شیمیایی (درصد وزنی) و کاربرد برخی از فولادهای ضدزنگ آستنیتی |    |      |      |      |        |                                                                       | |
| نوع AISI                                                          | Cr | Ni   | C    | Mn   | Mo     | سایر                                                                  | کاربرد |
| ۳۰۱                                                               | ۱۷ | ۷    | ۰.۱۵ |      |        | منگنز حداکثر ۲%، گوگرد حداکثر ۳%، فسفر حداکثر ۴۵%، سیلیسیوم حداکثر ۱% | آهنگ کار سختی زیاد، جایی که استحکام زیاد و شکل‌پذیری زیاد لازم است، واگن‌ها، بدنه بارکش‌ها، بدنه هواپیماها، اتصالات، قالپاق.                                                                              |
| ۳۰۲                                                               | ۱۸ | ۹    | ۰.۱۵ |      |        | منگنز حداکثر ۲%، گوگرد حداکثر ۳%، فسفر حداکثر ۴۵%، سیلیسیوم حداکثر ۱% | فولادهای ضدزنگ آستنیتی برای کاربرد عمومی، تزئینی، ابزار حمل غذا، مخازن، فنرها، جواهرسازی، ابزار تصفیه نفت، بیمارستان‌ها، آنتن‌ها.                                                                        |
| ۳۰۴                                                               | ۱۹ | ۹    | ۰.۰۸ |      |        | منگنز حداکثر ۲%، گوگرد حداکثر ۳%، فسفر حداکثر ۴۵%، سیلیسیوم حداکثر ۱% | نوع کم کربن و اصلاح شده نوع ۳۰۲ برای کم کردن رسوب کاربید در حین جوشکاری. لوازم برای کارخانجات شیمیایی و غذایی، ابزار نوشابه‌سازی، ظروف، یخچال، فاضلاب، فلاش‌ها.                                          |
| ۳۰۴L                                                              | ۱۹ | ۱۰   | ۰.۰۳ |      |        | منگنز حداکثر ۲%، گوگرد حداکثر ۳%، فسفر حداکثر ۴۵%، سیلیسیوم حداکثر ۱% | اصلاح شده نوع ۳۰۴ با حداقل کربن برای محدودیت بیشتر تشکیل رسوب در حین جوشکاری، مخزن‌های سموم و کدهای شیمیایی مایع و رب گوجه‌فرنگی.                                                                        |
| ۳۰۹                                                               | ۲۳ | ۱۳.۵ | ۰.۲  |      |        | منگنز حداکثر ۲%، گوگرد حداکثر ۳%، فسفر حداکثر ۴۵%، سیلیسیوم حداکثر ۱% | استحکام زیاد و مقاومت به پوسته شدن در دمای بالا، گرم‌کننده‌های هواپیما، لوازم عملیات حرارتی، پوشش‌های محفظه تابکاری، قطعات کوره، سینی‌های عملیات حرارتی، داخل اجاق‌ها، قطعات تلمبه.                         |
| ۳۱۰                                                               | ۲۵ | ۲۰.  | ۰.۲۵ |      |        | منگنز حداکثر ۲%، گوگرد حداکثر ۳%، فسفر حداکثر ۴۵%، سیلیسیوم حداکثر ۱% | از نوع ۳۰۹ در دمای بالا مقاوم‌تر و دارای مقاومت بیشتر به پوسته شدن، قطعات کوره، محفظه احتراق، فلزات پرکننده جوش، قطعات توربین گازی، کوره‌های آشغال‌سوزی.                                                  |
| ۳۱۶                                                               | ۱۷ | ۱۲   | ۰.۰۸ |      | ۲.۵    | منگنز حداکثر ۲%، گوگرد حداکثر ۳%، فسفر حداکثر ۴۵%، سیلیسیوم حداکثر ۱% | مقاومت به خوردگی بیشتر از ۳۰۲ و ۳۰۴، مقاومت خزشی زیاد، ابزار عکاسی، کتری برقی. |
| ۳۱۶L                                                              | ۱۷ | ۱۲   | ۰.۰۳ |      | ۲.۵    | منگنز حداکثر ۲%، گوگرد حداکثر ۳%، فسفر حداکثر ۴۵%، سیلیسیوم حداکثر ۱% | اصلاح شده نوع ۳۱۶ با کربن خیلی کم، در سازه‌های جوشکاری شده جایی که از رسوب کاربیدها در مرز دانه باید جلوگیری شود.                                                                                       |
| ۳۲۱                                                               | ۱۸ | ۱۰.۵ | ۰.۰۸ |      | Ti5C×  | منگنز حداکثر ۲%، گوگرد حداکثر ۳%، فسفر حداکثر ۴۵%، سیلیسیوم حداکثر ۱% | پایدار شده برای قطعات جوشکاری که تحت خوردگی شدید می‌باشند، و برای کاربرد در گستره دمایی ۸۰۰ تا ۱۸۰۰ درجه فارنهایت. پوسته دیگ بخار، گرم‌کننده‌های کابین، ظروف تحت فشار، دیواره‌های آتش، اتصالات قابل تعمیر. |
| ۳۴۷                                                               | ۱۸ | ۱۱   | ۰.۰۸ |      | Cb10C× | منگنز حداکثر ۲%، گوگرد حداکثر ۳%، فسفر حداکثر ۴۵%، سیلیسیوم حداکثر ۱% | مشابه با نوع ۳۲۱ با استحکام خزشی بالاتر، دودکش اگزوز در هواپیما، مخازن جوشکاری شده برای مواد شیمیایی، قطعات موتور جت.                                                                                  |
| ۲۰۱                                                               | ۱۷ | ۴.۵  | ۶    |      | Ti5C×  | منگنز حداکثر ۲%، گوگرد حداکثر ۳%، فسفر حداکثر ۴۵%، سیلیسیوم حداکثر ۱% | آهنگ کار سختی بالا، نیکل کم معادل با نوع ۳۰۱. قالپاق اتومبیل، تزیین، ظروف مسطح. |
| ۲۰۲                                                               | ۱۸ | ۵    | ۰.۱۵ | ۸.۷۵ | Ti5C×  | منگنز حداکثر ۲%، گوگرد حداکثر ۳%، فسفر حداکثر ۴۵%، سیلیسیوم حداکثر ۱% | نیکل کم معادل با نوع ۳۰۲ وسایل آشپزخانه، حمل شیر، کلاهک توپی چرخ. |

حدود ۶۵% تا ۷۰% فولادهای ضدزنگ تولیدی ایالات متحده امریکا را فولادهای ضدزنگ آستنیتی تشکیل می‌دهند. این فولادها به علت مقاومت به خوردگی و شکل پذیری مطلوب در این موقعیت قرار دارند، و از این رو برای بیشتر کاربردهای مهندسی خواص خوب و مطلوبی دارند. فولادهای زنگ نزن نوع ۳۰۴ و ۳۰۲ بیشترین کاربرد را هم در دماهای بالا و هم در دماهای پایین دارند. نوع ۳۱۶، که ۲.۵%Mo دارد، مقاومت به خوردگی بهتر و استحکام بیشتری در دماهای بالا دارد. آلیاژهایی با مقدار بیشتر کروم (23-25%) مثل نوع 309 و 310 ترجیحاً در دماهای بالا به‌کار می‌روند.

## ریزساختار فولاد ضدزنگ آستنیتی

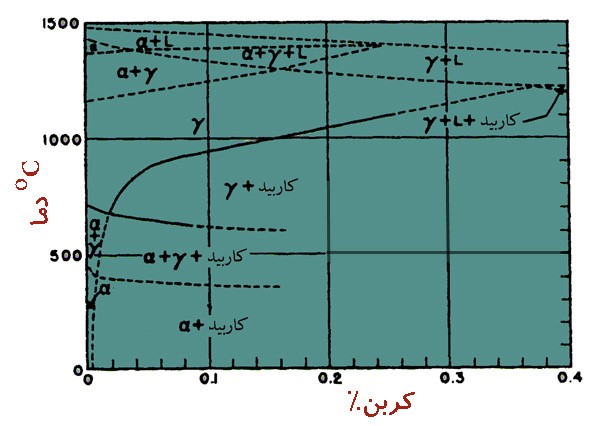

فولادهای ضدزنگ آستنیتی بعد از تابکاری در دماهای بالا به علت داشتن مقدار زیاد نیکل (پایدارکننده آستنیت) در دمای محیط نیز دارای ساختار آستنیت، FCC، می‌باشند. علاوه بر این، منگنز، کربن و نیتروژن نیز به پایداری ساختار آستنیت کمک می‌کنند. افزایش نیکل به آلیاژهای آهن - کروم منطقه آستنیت پایدار را وسیع‌تر می‌کند و دمای Ms را کاهش می‌دهد. در فولاد ضدزنگ ۱۸%کربن-۸%نیکل پس از سرد کردن از دمای تابکاری (مثلاً ۱۰۵۰ درجه سانتی گراد) در دمای محیط ساختار آستنیتی به‌دست می‌آید. اما، در بعضی فولاد های زنگ نزن Fe-Cr-Ni (مثلاً نوع ۳۰۱) به علت کم بودن مقدار کروم و نیکل (نسبت به فولاد فوق‌الذکر)، آستنیت از نظر ترمودینامیکی در دمای اتاق ناپایدار است. اگر آلیاژی از این نوع در دمای اتاق یا کمی کمتر از آن تغییر شکل مومسان دهد، مقداری از آستنیت به مارتنزیت تغییر می‌یابد.
بیشتر فولادهای ضدزنگ متداول، مقدار چشمگیری کربن دارند. مثلاً در نوع ۳۰۲ حدود ۰.۱%C و در نوع ۳۰۴ حدود ۰.۶%C وجود دارد. از آنجا که حلالیت کربن در فولادهای ضدزنگ آستنیتی، مثل آلیاژ ۱۸%Cr-۸%Ni ، با کاهش دما سریعاً کاهش می‌یابد اگر این آلیاژها آهسته سرد شوند کاربیدهای کروم رسوب می‌کنند (شکل زیر). مثلاً اگر آلیاژ ۳۰۴ (۱۹%Cr-۹%Ni) از دمای۱۰۵۰ درجه سانتی گراد تا دمای محیط به آهستگی سرد شود، کاربیدهای کروم در گستره ۸۵۰-۴۰۰ درجه سانتی گراد در مرزدانه‌ها رسوب می‌کنند.
به هنگام سرد کردن آرام از گستره دمایی بحرانی یعنی ۸۵۰-۴۰۰ درجه سانتی گراد، تعداد ناکافی از اتم‌های کروم از زمینه دانه نفوذ می‌کند، تا جایگزین اتم‌هایی شود که به وسیله کاربیدهای کروم از مرزدانه ها خارج شده‌اند. در نتیجه، میزان کروم در مناطق نزدیک به مرزدانه ها کمتر از میزان بحرانی لازم، ۱۲%، برای مقاومت به خوردگی است، و از این رو آلیاژ مستعد خوردگی بین دانه ای است. 
بنابراین، تابکاری این نوع فولادها باید در دمای زیاد انجام شود تا کاربیدهای کروم وارد محلول جامد شوند اما دما نباید به اندازه‌ای زیاد باشد که دانه‌ها خیلی رشد کنند. بیشتر فولادهای ضدزنگ در گستره ۱۰۵۰ تا ۱۱۲۰ درجه سانتی گراد تابکاری می‌شوند. بعد از تابکاری در دمای بالا، برای جلوگیری از رسوب کردن کاربیدهای کروم، فولادها باید سریعاً سرد شوند.
همیشه امکان سریع سرد کردن آلیاژی مثل فولاد ضدزنگ ۳۰۴ پس از تابکاری در دماهای بالا وجود ندارد، و این کار می‌تواند مشکلاتی ناشی از خوردگی ایجاد کند. مثلاً؛ جوشکاری فولادهای ضدزنگ در محل کار که به آهستگی سرد می‌شود بدین معنی است که عملیات حرارتی بعدی برای حل شدن مجدد کاربید کروم امکان‌پذیر نیست.
برای جلوگیری از رسوب مرزدانه‌ای که بر اثر آهسته سرد کردن به وجود می‌آید، تغییراتی در ترکیب شیمیایی صورت گرفته است که در آن کربن با سایر عناصر ترکیب می‌شود.
در آلیاژ ۳۲۱، تیتانیوم به میزان پنج برابر کربن به آلیاژ اضافه می‌شود. با گرما دادن این آلیاژ در ۸۷۰ درجه سانتی گراد و به مدت زمان کافی، تیتانیم با کربن ترکیب می‌شود و کاربید تیتانیم (TiC) تشکیل می‌دهد. از آنجا که وقتی عملیات حرارتی با آهسته سرد کردن از گستره دماهای بحرانی همراه باشد از رسوب کردن کاربید کروم جلوگیری می‌شود به آن عملیات پایدارسازی گویند.
روش دیگری پایدار کردن فولاد زنگ نزن ۸-۱۸ اضافه کردن کلومبیوم (نیوبیوم) است که در آن به جای کاربیدهای کروم کاربیدهای کلومبیم (CbC) تشکیل می‌شود. در آلیاژ ۳۴۷، به فولاد زنگ نزن ۸-۱۸ ده برابر مقدار کربن آن کلومبیم اضافه شده است. این آلیاژ برای ترکیب شدن کربن با کلومبیم باید در دمای ۸۷۰ درجه سانتی گراد پایدار شود.
روش دیگر برای جلوگیری از رسوب کاربید کروم در مرزدانه‌های فولادهای ضدزنگ آستنیتی این است که مقدار کربن به اندازه کافی کاهش یابد. در آلیاژهای ۳۰۴L و ۳۱۶L حداکثر ۰.۰۳% کربن مجاز است. برای کار در دماهای کمتر از ۴۲۵ درجه سانتی گراد، این آلیاژها معمولاً بر آلیاژهای دارای کاربیدهای تیتانیوم و کلومبیوم (نیوبیوم) ارجحیت دارند. کاربرد و هزینه است که مشخص می‌کند کدام آلیاژ برای جلوگیری از خوردگی بین‌دانه‌ای انتخاب شود.

## جستار های وابسته
- کربن‌زدایی اکسیژن آرگون
- فهرست تولیدکنندگان فولاد
- صابون فولاد زنگ‌نزن
- فولاد زنگ‌نزن
- فیبر فلزی